# Johan Malmenius (1734-1789)
Johan Malmenius, född 26 maj 1734 i Malma församling, Västmanlands län, död 17 maj 1789 i Östra Husby församling, Östergötlands län, var en svensk präst.

## Biografi
Johan Malmenius föddes 1734 i Malma församling. Han var son till bokhållaren Daniel Smecker och Lisa Harelius på Åsby. Malmenius blev student vid Uppsala universitet 1758 och vid Greifswalds universitet 1761. Han prästvigdes 1763 och blev samma år predikant vid Stora Barnhuset och fängelsepredikant i Stockholm. Malmenius blev 1768 extra ordinarie bataljonspredikant vid Svea livgarde och 1771 regementspastor därstädes. År 1775 blev han kyrkoherde i Östra Husby församling såsom extra sökande. Han blev 25 januari 1787 prost. Malmenius avled 1789 i Östra Husby församling.
Ett porträtt av Malmenius finns i Östra Husby kyrkas sakristia.

### Familj
Malmenius gifte sig 1772 med Elisabeth Beata Starkenberg (1735–1826). Hon var dotter till kommendörkaptenen Gustaf Starkenberg och Anna Greta Lundman. Elisabeth Beata Starkenberg var änka efter hovtrumpetaren Zachris Gotthard Saulitz.